# Língua tirió
A língua tirió, tiriyó ou trio (autônimo tarëno) é falada por cerca de 2 mil pessoas tiriós que vivem em muitas vilas em ambos os lados da fronteira Brasil-Suriname no norte da Amazônia. É uma língua razoavelmente saudável, ainda aprendida por todas crianças como língua-mãe, sendo usada de forma bem ativa pelos seus falantes. A maioria dos tiriós, mais de 50% são monolingues no idioma. Obviamente, a sobrevivência da língua a longo prazo, como, aliás, ocorre com a maioria das línguas nativas da América do Sul, é ainda uma incógnita.

## Escrita
A língua Titiyó usa uma forma do alfabeto latino desenvolvida por missionários. Essa forma tem as 5 vogais com possibilidade de diacríticos, sendo pobre em  consoantes, não havendo as letras B, C, D, F, G, L, Q, U, X, Y, Z.

## Classificação
O tirió foi classificado como pertencente ao grupo taranoano do sub-ramo das caribanas-guianas, juntamente com a língua carijona da Colômbia e  língua akuriyó do Suriname, a primeiro tendo poucos falantes, a segunda menos ainda. Gildea (2012) lista Tirio e trió como línguas distintas.

## Dialetos
Parece haver dois principais dialetos na área de língua Tirio, chamados por Jones (1972) de Oriental ou bacia de Tapanahonin e Ocidental ou bacia de Sipaliwini. Esses são chamados por Sérgio Meira (2000) K-tirió e H-tirió. A principal diferença até agora relatado é fonológica: a diferente percepção do que foram (historicamente) os grupos consonantais que envolvem /h/ e uma oclusiva. Também pode haver diferenças gramaticais e/ou léxicas, mas os exemplos até agora produzidos são discutíveis.
Demograficamente, H-tirió é o dialeto mais importante (~ 60% dos falantes). É o dialeto falado falado na vila de Kwamalasamutu, Suriname e em vilas ao longo rio Paru Ocidental (Tawainen or Missão Tiriós, Kaikui Tëpu, Santo Antônio) e também ao longo do rio Marapi (Kuxare, Yawa, etc.). K-tirió é falada em vilas ao longo do rio Paru Oriental (Matawar e alguns em Bonna) no Brasil e nas vilas de Tepoe e Paloemeu no Suriname.

## Fonologia
O tirió tem 9 sons vogais e  9  sons consoantes, conforme tabelas a seguir (simbologia IPA em negrito)

### Vogais
|         | Anterior | Central ] | Posterior |
| ------- | -------- | --------- | --------- |
| Fechada | i /i/    | ï /ɨ/     | u /u/     |
| Média   | e /e/    | ë /ə/     | o /o/     |
| Aberta  |          | a /a/     |           |

- As vogais convencionais (a, e, i, o, u) têm sons bem próximos àqueles do Espanhol.
- A vogal central ï é normalmente [ɨ], mas como [ɯ] é também usada depois de  uma consoante velar;
- A vogal central ë é normalmente [ə], mas pode ser usada como [ʌ] ou [ɤ];

### Consoantes
|                | Bilabial | Dental | Palatal | Velar | Glotal |
| -------------- | -------- | ------ | ------- | ----- | ------ |
| Nasal oclusiva | m /m/    | n /n/  |         |       |        |
| Plosiva        | p /p/    | t /t/  |         | k /k/ |        |
| Fricativa      |          | s /s/  | s /s/   |       | h /h/  |
| Vibrante       |          | r /ɾ/  | r /ɾ/   |       |        |
| Aproximante    | w /β/    |        | j /j/   |       |        |

1. A fricativa /s/ apresenta muitas formas diferentes. Alguns falam [s], outros [ç] or [s̠], ou mesmo [ʃ]. A vogal seguinte influencia na pronúncia do /s/: [ʃ]-é mais frequente antes de /i/ e /e/.
2. A consoante rótica ré frequentemente retroflexiva como ([ɽ]), podendo também ser lateralizada ([ɺ]); como vibrante simples ([ɾ]) também é percebida.
3. A aproximante  w é muitas vezes arredondada para ([β̞]) e por vezes (em especialmente se seguida por e ou i) fricativa como  [β̝]
4. A fricativa glotal /h/ é a diferença mais óbvia entre os dois dialetos principais. K-tirió é um dialeto sem /h/; enquanto que o H-tirió tem um /h/ ; K-tirió mostra uma seqüência VV (percebida como vogal longa). Em H-tirió, cada grupo com h - hp, ht, hk (historicamente *[hp], *[ht], *[hk]) - tem uma percepção diferente: [(h)ɸ], [ht], [(h)h]  (ou seja, com p e k, o [h] é fracamente percebido e torna aspirante a plosiva seguinte; com t, [h] é mais forte e não há aspiratização. Falantes mais velhos de H-tirió tem mais um quarto grupo com h - hs [(h) s], com uma fraca percepção de [h], enquanto mais jovens falantes H-irió têm [ːs] ~ [ss] (falantes do K-tirió têm somente [ː s]); apesar de tudo o seu estado é, no entanto, marginal:

| Proto-forma | H-Tiriyó                  | K-Tiriyó | Tradução |
| ----------- | ------------------------- | -------- | -------- |
| *mahto      | [mahtɔ]                   | [maatɔ]  | fogo     |
| *tuhka      | [tu(h)ha]                 | [tuuka]  | castanha |
| *pihpə      | [pi(h)ɸə]                 | [piipə]  | pele     |
| *wɨhse      | [ʋɨ(h)s̠e]~[ʋɨːs̠e]~[ʋɨs̠s̠e] | [ʋɨɨs̠e]  | colorau  |

## Amostra de texto
Irëmë serë apo ëturutë ija, Pahko kaputaono, Irïpïmïn ëmërëm, Kurerën ëeka tïrïpo. Ëjanoroton imonkë ëwemoitïmatome. Ënehtë rïto kaputaontomoja, irë aporopa nonopontomoja tïrïpokë. Wei wararë ainja uruntëkë. Ainja irïpïhpë waken tïrïkë. Ainja ihkërënmatoponpë tïwërënoroja, eponata ainja iwehto aporopa. Ainja inkuhpoewa ehkë irïpïrïja, Ainja ipïnmakë irïpïpëe.